# Tovuz (district)
Tovuz is een district in Azerbeidzjan.
Tovuz telt 162.800 inwoners (01-01-2012) op een oppervlakte van 1900 km²; de bevolkingsdichtheid is dus 85,7 inwoners per km².